# Mr.Mr.
Mr.Mr. is de vierde ep van de Zuid-Koreaanse meidengroep Girls' Generation.

## Geschiedenis
Het album kwam online beschikbaar op 24 februari 2014 en verscheen op 27 februari in de winkel. Het was het eerste album van de groep in 14 maanden. Het album telt zes nummers, die vooral een electro-/r&b-pop-thema hebben.

## Nummers
| 1.                 | Mr.Mr.                                  | Kim Hee Jeong, Cho Yoon Kyung                                                                                                | The Underdogs | 03:55 |
| 2.                 | Goodbye                                 | Hwang Hyun | Lindy Robbins, Brent Paschke, Jenna Andrews                                                                        | 03:14 |
| 3.                 | Europa (Koreaans: 유로파 Yuropa)        | Kenzie | Kenzie | 03:22 |
| 4.                 | Wait a Minute                           | Lee Joo Hyung, G-High, Shin Agnes, Hwang Hyun, Mowl                                                                          | Lee Joo Hyung, G-High                                                                                              | 03:25 |
| 5.                 | Back Hug (Koreaans: 백허그 Baek Heogeu) | Cho Yun Kyoung, Ingrid Skretting, Jesper Borgen                                                                              | Ingrid Skretting, Jesper Borgen                                                                                    | 04:09 |
| 6.                 | Soul (Koreaanse versie)                 | Dominique Rodriguez, Lee Hyun-Seung, Cho Yun-kyoung, Nermin Harambasic, Ronny Svendsen, Anne Judith Wik, Nathansson Bostroem | Anne Judith Wik, Nermin Harambasic, Ronny Svendsen, Dominique Rodriguez, Hyun-Seung Lee, Lukas Nathansson Bostroem | 03:47 |
| Totale duur: 21:49 |                                         | | |       |